# John Street Methodist Church

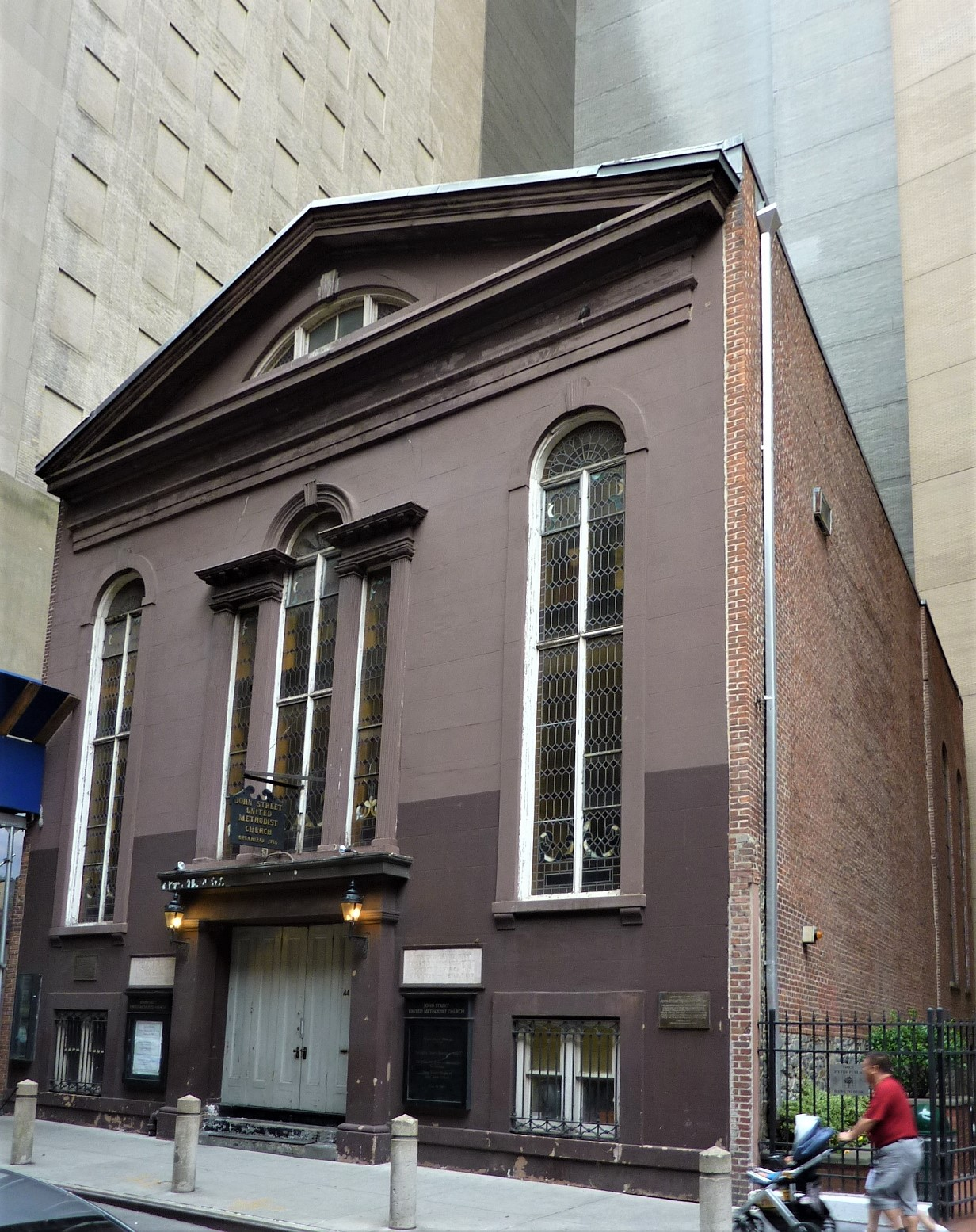
Die John Street Methodist Church

Die John Street United Methodist Church ist eine Gemeinde der United Methodist Church und zugleich das zu ihr gehörende Kirchengebäude. Es befindet sich in der namensgebenden John Street 44 in Lower Manhattan in New York City. Das historische Kirchengebäude, deren Kirchengemeinde als älteste methodistische Gemeindegründung Nordamerikas gilt, hat sich inmitten moderner Hochhausbebauung im Financial District erhalten. Die Kirche ist seit 1973 als nationales historisches Denkmal im National Register of Historic Places gelistet.

## Geschichte
Die methodistische Kirchengemeinde befindet sich in der John Street seit ihrer Gründung im Jahr 1766 und unterhält dort das dritte an der Stelle errichtete Gotteshaus. Das erste Gebäude, die Wesley Chapel, wurde als einfache Holzkapelle 1768 errichtet, initiiert durch eine Gruppe um Philip Embury und Barbara Heck. Das Holz dieser Kapelle wurde später zum Bau der Bowery Village Methodist Church und für die Stützbalken der Kanzel der Park Avenue United Methodist Church in Manhattan genutzt. Die Wesley Chapel in der John Street wurde 1817/18 durch einen Neubau ersetzt. Eine Erweiterung der Straße machte schließlich 1836 den Bau der heutigen Kirche im georgianischen Stil möglich. Der Architekt des Bauwerks ist nicht genau bekannt, es handelt sich aber wahrscheinlich um  William Hurry.